# Alkalmazott Pszichológia (könyvsorozat)
Alkalmazott Pszichológia könyvsorozat formában indult 1964-ben Radnai Béla, majd Lénárd Ferenc szerkesztésében. Jelenleg Bagdy Emőke és Klein Sándor szerkeszti. A könyvsorozat tanulmánygyűjteményeket ad közre, váltakozó periodicitással máig él. Székhely: Budapest. Kiadó: ELTE Eötvös Kiadó; Gondolat Kiadó és mások.

## Folyóiratként
1998-tól kezdve azonos címmel folyóirat indult az Alkalmazott Pszichológiai Alapítvány kezdeményezése nyomán, szerkesztette Balogh László. Székhely: Budapest. Kiadó: ELTE Eötvös Kiadó. A folyóirat periodicitása: negyedévente. ISSN 1419-872X
A folyóirat állományadatai: 1.1998—11. 2009.

## A kiadványok célja
Mind a könyvsorozat, mind a folyóirat célja a pszichológiai tudományok népszerűsítése, közvetlen hasznosságának bemutatása. A kötetekben található tanulmányok témaköre igen széles körű, de főleg a következő pszichológiai tudományágak területéből merít: alkalmazott pszichológia, pedagógiai pszichológia, gazdaságpszichológia, munkapszichológia, műszaki pszichológia, reklámpszichológia, művészetpszichológia, katonai lélektan, sportpszichológia, orvosi pszichológia, gyógypedagógiai pszichológia, kriminálpszichológia, személyiségvizsgálat. A kiadvány egyik jeles szerzője és szakmai lektora Faragó Klára.

## A könyvsorozat köteteiből
- Alkalmazott pszichológia / szerk. Radnai Béla. 2., átd., bőv. kiad. Budapest : Gondolat, 1968. 385 p., 14 t.
- Halász László: Alkalmazott pszichológia / szerk. Lénárd Ferenc. 3. átdolg., bőv. kiad. Budapest : Gondolat, 1973.:463 p.
- Alkalmazott pszichológia / szerk. Lénárd Ferenc. 3. átd. bőv. kiad. Budapest : Gondolat, 1973. 461 p., 12 t.
- Alkalmazott pszichológia / szerk. Lénárd Ferenc. 4. átd., bőv. kiad. Budapest : Gondolat, 1984. 461 p. : ill., részben színes.
- Alkalmazott pszichológia / szerk. Bagdy Emőke, Klein Sándor. Budapest : Edge 2000, 2006. (Segítünk, ha lehet 1418-6586) ISBN 963-86927-4-X[2]